# Episodi di Space Ghost Coast to Coast (sesta stagione)
La sesta stagione della serie televisiva Space Ghost Coast to Coast, composta da 8 episodi, è stata trasmessa negli Stati Uniti, da Cartoon Network, dall'8 ottobre al 17 dicembre 1999.
In Italia la stagione è inedita.
| nº | Titolo originale     | Prima TV USA     |
| -- | -------------------- | ---------------- |
| 1  | Chambraigne          | 8 ottobre 1999   |
| 2  | Snatch               | 15 ottobre 1999  |
| 3  | Girl Hair            | 22 ottobre 1999  |
| 4  | Sequel               | 29 ottobre 1999  |
| 5  | Curling Flower Space | 19 novembre 1999 |
| 6  | Table Read           | 3 dicembre 1999  |
| 7  | Fire Ant             | 10 dicembre 1999 |
| 8  | King Dead            | 17 dicembre 1999 |

## Chambraigne
- Titolo originale: Chambraigne
- Scritto da: Matt Maiellaro, Dave Willis, Jim Fortier e Pete Smith

### Trama
L'ossessione di Space Ghost per i prodotti per la cura dei capelli lo mette nei guai quando prende il Chambraigne, lo shampoo creato appositamente per pulire cervello. Space Ghost cerca di convincere Bob Costas sul fatto che il Chambraigne è davvero utile.
- Guest star: Bob Costas, Al Roker.

## Snatch
- Titolo originale: Snatch
- Scritto da: Adam Reed e Matt Thompson

### Trama
Space Ghost, Moltar, Zorak e l'ospite Steven Wright sono perseguitati da baccelli ruba-cadaveri. I produttori dello show hanno deciso di mettere all'asta il finale dell'episodio su eBay.
- Guest Star: Steven Wright.

## Girl Hair
- Titolo originale: Girl Hair
- Scritto da: Matt Harrigan, Matt Maiellaro, Pete Smith e Dave Willis

### Trama
Space Ghost intervista il gruppo pop Hanson. Successivamente li porta in campeggio e a fare un giro sul Phantom Cruiser, tuttavia viene distratto durante la guida, colpendo la fatina dei denti. All'indomani, Space Ghost uccide gli Hanson poiché li hanno visti che picchiavano un pedone. In studio appare Babbo Natale e si trasforma in un'orribile creatura, facendosi chiamare Bizarro Santa. Poco dopo compare la fatina dei denti, che Space Ghost ha colpito precedentemente con il Phantom Cruiser, la quale rivela che il supereroe ha effettivamente picchiato un suo clone. Bizarro Santa e la fata dei denti si cimentano quindi in un combattimento.
- Guest star: Hanson.

## Sequel
- Titolo originale: Sequel
- Scritto da: Evan Dorkin e Sarah Dyer

### Trama
Dopo gli eventi di Lawsuit, Space Ghost è in prigione per aver fatto esplodere Zorak, tuttavia riesce a fuggire. Nel frattempo, Birdman riprende il talk show di Space Ghost. Quando Space Ghost torna sul set, i due combattono fino a quando gli ospiti Captain e Tennille li calmano cantando Muskrat Love.
- Guest star: Captain & Tennille.

## Curling Flower Space
- Titolo originale: Curling Flower Space
- Scritto da: Matt Maiellaro, Jim Fortier e Dave Willis

### Trama
Space Ghost termina un'intervista particolarmente noiosa con Jerry Springer, continuando a pensare quanto sia stata bella la puntata della settimana precedente, quando ha intervistato Sarah Jessica Parker. Viene quindi mostrato un flashback della settimana precedente, che mostra Space Ghost flirtare con Parker. Tuttavia, Zorak e Moltar affermano di ricordare diversamente la puntata.
- Guest star: Jerry Springer, Sarah Jessica Parker.

## Table Read
- Titolo originale: Table Read
- Scritto da: Dave Willis, Jim Fortier, Matt Maiellaro e Mark Banker
- Diretto da: Sean Akins

### Trama
Lo staff di sceneggiatore e produttori di Space Ghost Coast to Coast si unisce ai doppiatori C. Martin Croker e George Lowe per una lettura dietro le quinte della sceneggiatura dell'episodio Fire Ant.

## Fire Ant
- Titolo originale: Fire Ant

Space Ghost fa la sua entrata di scena davanti a Conan O'Brien nello schermo

- Scritto da: Dave Willis, Matt Maiellaro, Jim Fortier e Mark Banker

### Trama
Space Ghost intervista il conduttore Conan O'Brien, il quale non impressionato dalle abilità di intervista di Space Ghost, segue il supereroe quando decide che preferirebbe seguire una formica di fuoco che l'ha morso.
- Guest star: Conan O'Brien.

## King Dead
- Titolo originale: King Dead
- Scritto da: Dave Willis, Matt Maiellaro, Pete Smith, Jim Fortier e Mark Banker

### Trama
Space Ghost è bloccato fuori dallo studio. Zorak e Moltar sfruttano l'occasione per fuggire e schiantarsi nell'appartamento di Space Ghost, suonando la chitarra e guardando la sua TV. Space Ghost riesce a tornare in studio e cerca di intervistare l'ospite H. Jon Benjamin, ma viene indotto a lasciare di nuovo lo studio da Zorak e Moltar. Zorak e Moltar tornano quindi in studio, rapiscono Benjamin e producono un video di riscatto per Space Ghost per riportarlo indietro.
- Guest star: H. Jon Benjamin.